# Municipio de Union (condado de Lawrence, Pensilvania)
El municipio de Wayne (en inglés: Wayne Township) es un municipio ubicado en el condado de Lawrence en el estado estadounidense de Pensilvania. En el año 2000 tenía una población de 1495 habitantes y una densidad poblacional de 205 personas por km².

## Geografía
El municipio de Wayne se encuentra ubicado en las coordenadas 41°01′00″N 80°22′28″O / 41.01667, -80.37444.

## Demografía
Según la Oficina del Censo en 2000 los ingresos medios por hogar en la localidad eran de $36 074 y los ingresos medios por familia eran de $41 909. Los hombres tenían unos ingresos medios de $32 297 frente a los $21 378 para las mujeres. La renta per cápita de la localidad era de $16 717. Alrededor del 5,6 % de la población estaba por debajo del umbral de pobreza.